# Lac de Lewis et Clark
Pour les articles homonymes, voir Lac Lewis.
Le lac de Lewis et Clark est un lac de barrage situé sur le Missouri en amont du barrage de Gavins Point, près de Yankton dans le Dakota du Sud. Il porte le nom des explorateurs Meriwether Lewis et William Clark de l’expédition Lewis et Clark. Le lac a été rempli en 1957 avec l’achèvement de la construction du barrage.

## Localisation
Il est situé à la frontière entre le Dakota du Sud et le Nebraska dans les comtés de Cedar et Knox dans le Nebraska et dans les comtés de Bon Homme et de Yankton dans le Dakota du Sud. Ce lac fait environ 40 km de long pour une surface de 130 km². Sa profondeur maximale est de 14 m. 
La principale localité est Yankton, en aval du barrage.

## Tourisme
Le lac Lewis et Clark est une destination touristique régionale très populaire dans le nord du Midwest pour le camping, les sports nautiques, la randonnée, l’observation des oiseaux, la chasse, la pêche, la natation et le vélo. La fréquentation annuelle moyenne du public dépasse le million de visiteurs par an dans la région du lac. 

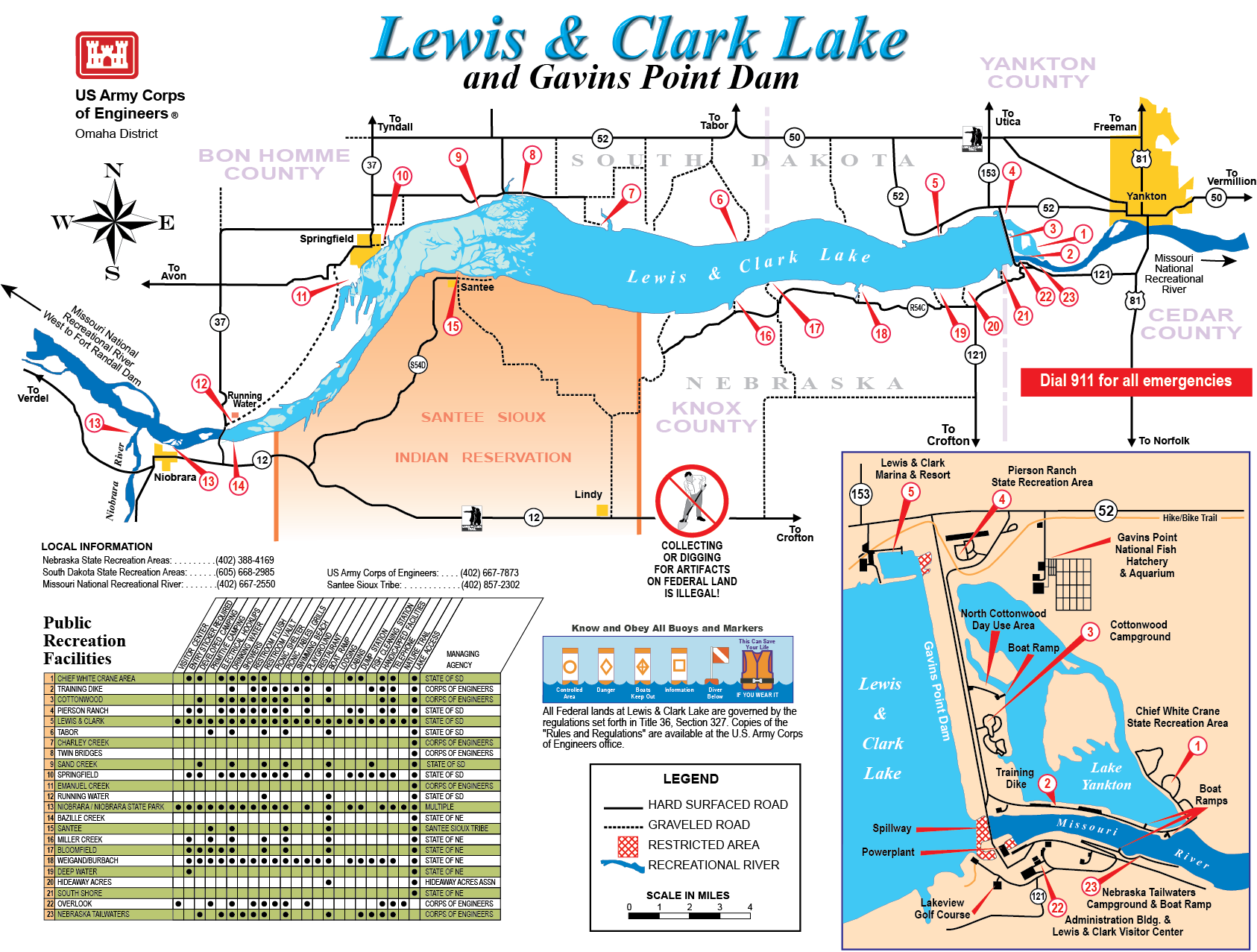
Carte du lac indiquant les points d’intérêt et les zones de loisirs

## Faune et ressources naturelles
Les ressources naturelles et les terres publiques sur et autour du lac sont gérées en coopération par le Corps des ingénieurs de l’armée américaine, la Commission de la chasse et des parcs du Nebraska et le Département de la chasse, de la pêche et des parcs du Dakota du Sud. Les espèces de gibier courantes autour du lac comprennent le cerf de Virginie, le dindon sauvage, de nombreuses espèces de sauvagine, le faisan, le lapin à queue blanche, la tourterelle triste et l’écureuil. Le pygargue à tête blanche est souvent vu autour du barrage et du lac, surtout pendant les mois d’hiver. 
Les espèces de poissons présentes comprennent le doré jaune, le grand brochet, le doré noir, le crapet, la perchaude, la carpe commune, la barbotte noire, la barbue de rivière et l’achigan à petite bouche. La pêche en aval du barrage de Gavins Point est très populaire, en particulier pour la saison annuelle d’accrochage des spatulaires en octobre et la pêche à l’arc en juin. Le « mur de pêche » situé juste en dessous du déversoir du barrage est populaire pour la pêche toute l’année, car il garde la rivière libre de glace pendant les mois d’hiver. 

## Problèmes actuels du lac
Le lac Lewis et Clark est considérablement touché par des problèmes de sédimentation et d’envasement, ce qui diminue la surface globale de l’eau, la capacité de stockage et les possibilités récréatives. Les sédiments transportés par le Missouri et son affluent la Niobrara sont ralentis et piégés dans le réservoir en raison de la retenue du barrage, ce qui ralentit le débit naturel de la rivière. Des études montrent qu’environ 5,1 millions de tonnes de sédiments se déposent dans le lac chaque année, ce qui contribue à accroître la zone du delta du lac dans les parties ouest. Environ 60 % des sédiments proviennent des dunes du Nebraska via la rivière Niobrara. En 2016, environ 30 % de la superficie totale du lac a diminué en raison des dépôts de sédimentation, et certaines études prévoient que d’ici 2045, environ 50 % du lac sera touché en raison des dépôts de sédimentation. À l’heure actuelle, il n’existe aucun plan ou solution pour éliminer ou ralentir la progression de l’envasement. 

### Source
- (en) Cet article est partiellement ou en totalité issu de l’article de Wikipédia en anglais intitulé « Lewis and Clark Lake » (voir la liste des auteurs).